# Juliusz Słowacki
Juliusz Słowacki (4. září 1809, Kremenec – 3. dubna 1849, Paříž) byl polský dramatik, básník a filosof; vedle Adama Mickiewicze zřejmě nejznámější autor doby romantismu.

## Život
Słowacki se narodil ve volyňském Kremenci (dnešní západní Ukrajina). Otec byl profesorem literatury, matka byla polská Arménka. Roku 1830 se Słowacki zúčastnil protiruského povstání a od té doby žil v emigraci a cestoval po západní Evropě.

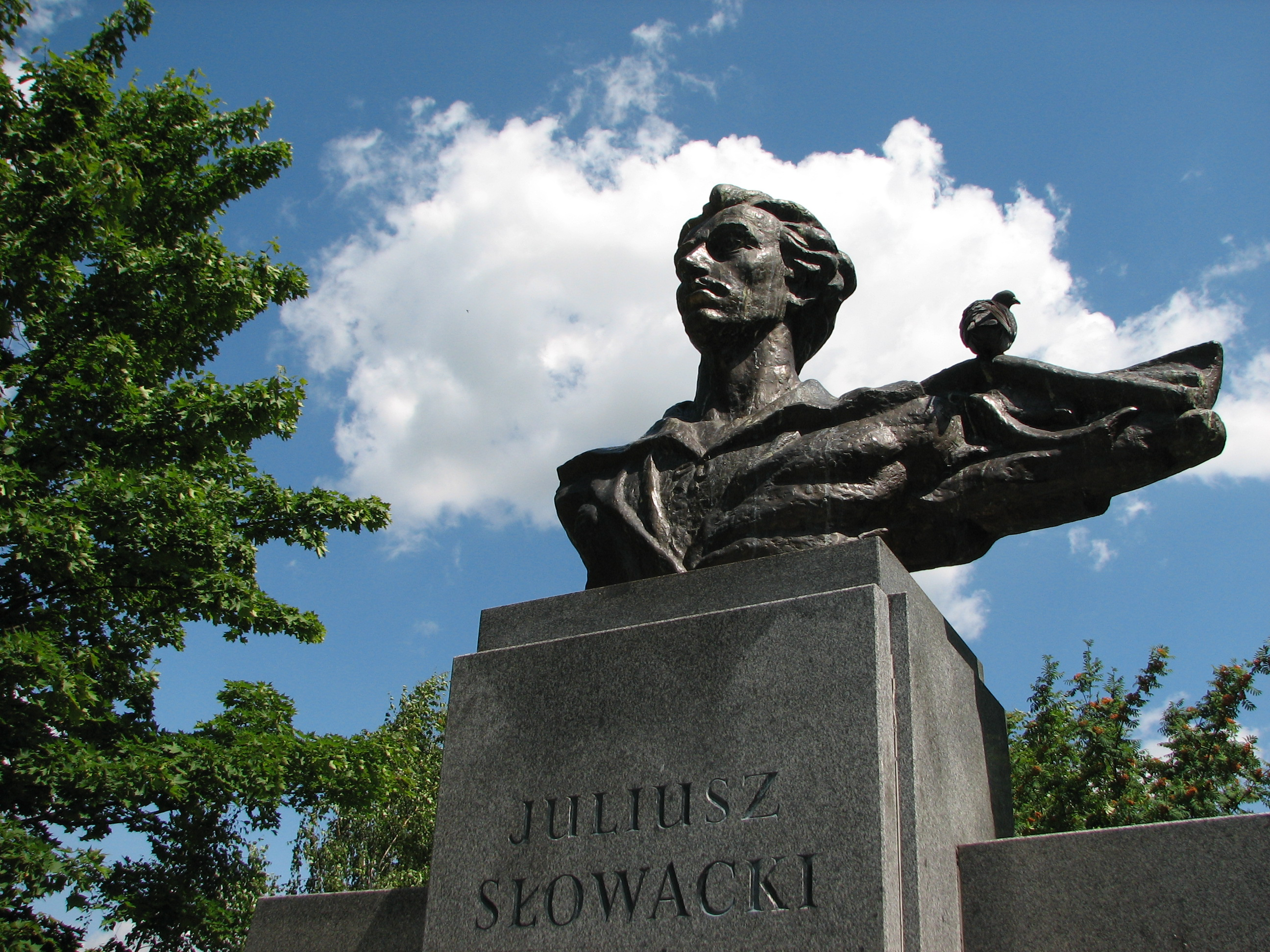
Socha Juliusze Słowackiho ve městě Lublin

## Dílo
Jeho díla charakterizuje výjimečný hrdina, exotické prostředí a děj odehrávající se ve velmi vzdálené minulosti. Słowacki je také spjatý s polským mesianismem. Do češtiny jeho díla překládal Otokar Mokrý.
- Kordian – je dramatická veršovaná skladba. Vytvořil typ revolučního hrdiny podlomeného skepsí a nedostatkem vůle.

- Anhelli – je symbolický a snový obraz utrpení polských vyhnanců na Sibiři. Rytmizovaná próza.

- Drama Balladyna – Spletitým příběhem se prolínají dvě hlavní dějové linie – tragický příběh venkovanky Balladyny, která se pomocí intrik dostane až na královský trůn, a spíše komediální příběh o lásce královny jezera, Goplany. Goplana se zamiluje do opilce Hrabky, zjistí ale, že se stýká s Balladynou. Aby Hrabku dostala co nejdále od Balladyny, zapříčiní Goplana, že se do Balladyny (a nedopatřením i do její sestry Aliny) zamiluje kníže Kirkor. Balladyna svou sestru zabije a dostane se tak na zámek. Zatímco Kirkor odjede srazit krutého krále Polska, Balladyna, za pomoci ambiciózního velitele stráží von Kostryna, stoupá výše. Dívka se před ničím nezastaví a nakonec se stane polskou královnou. Protože ale spáchala příliš hříchů, je sražena božím bleskem.

- Souhrn ostatních děl vyšel pod názvem Básně I.–III.